# Воронцово (Рославльский район)
Воронцово — деревня в Рославльском районе Смоленской области России. Входит в состав Сырокоренского сельского поселения. Население — 13 жителей (2007 год). 
Расположена в южной части области в 46 км к северо-востоку от Рославля, в 6 км южнее автодороги А101 Москва — Варшава («Старая Польская» или «Варшавка»). В 22 км южнее деревни расположена железнодорожная станция О.п. 37-й км на линии Рославль — Фаянсовая. 

## История
В годы Великой Отечественной войны деревня была оккупирована гитлеровскими войсками в августе 1941 года, освобождена в сентябре 1943 года.